# Wilma Tatzel
Wilma Tatzel (* 10. Mai 1920 in Graz; † 2. Juli 1992 ebenda) war eine österreichische Schauspielerin.
Wilma Tatzel wurde unter anderem durch ihre Rolle der „Anni“ in dem Film Wiener Blut bekannt, der 1942 unter der Regie von Willi Forst gedreht wurde.
Am Theater spielte sie 1941 in den Wiener Kammerspielen im Lustspiel Immer sind die Männer schuld! von Julius Horst.

## Filmografie
- 1938: Robot-Girl Nr. 1
- 1941: Die Kellnerin Anna
- 1942: Wiener Blut
- 1943: Zwei glückliche Menschen
- 1944: Aufruhr der Herzen
- 1944: Hundstage
- 1944: Warum lügst Du, Elisabeth?
- 1944: Das schwarze Schaf
- 1945: Wir seh’n uns wieder